# Boekdrukkunst

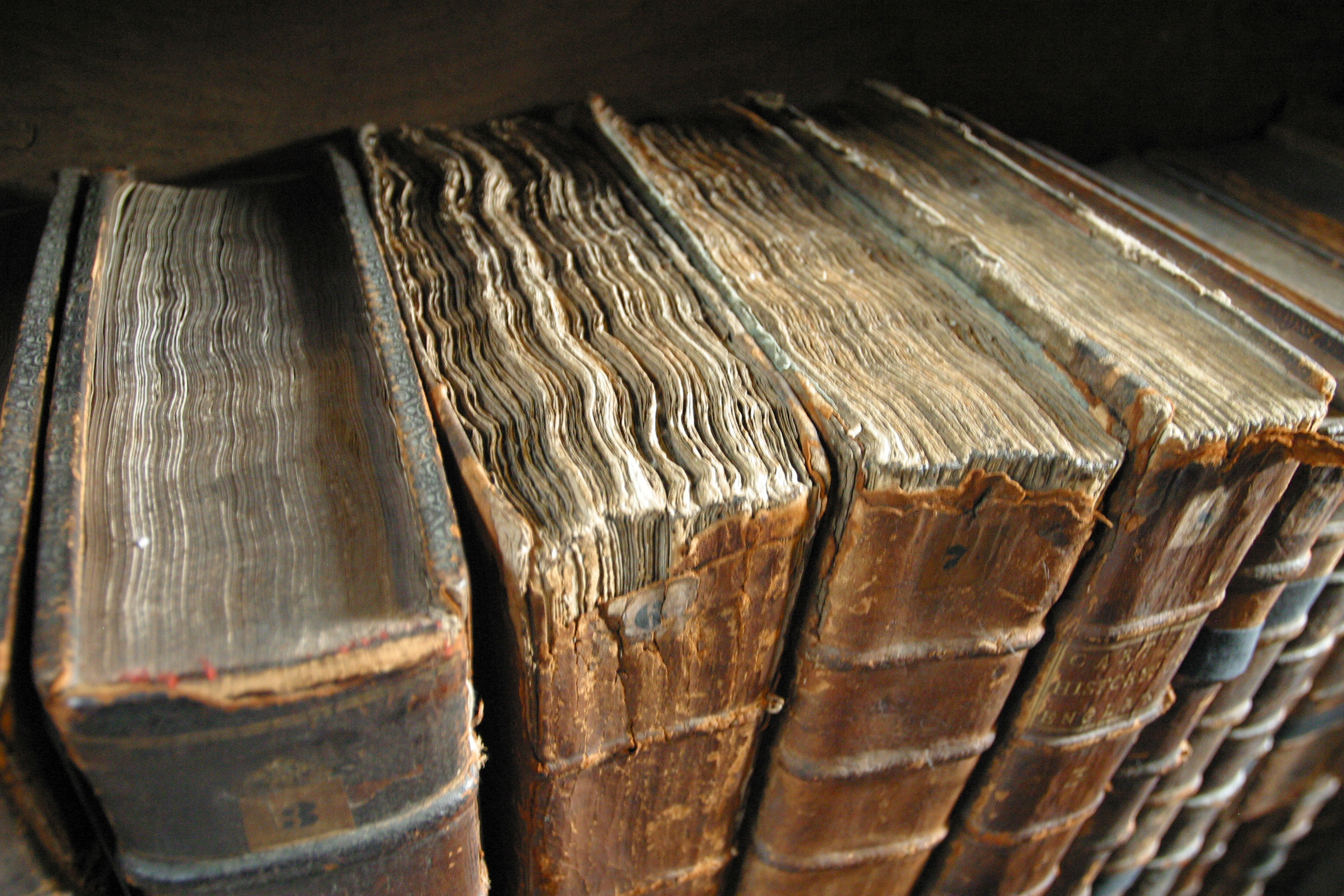
Antieke boeken

De boekdrukkunst is het mechanische proces om geschriften te vermenigvuldigen door middel van de drukpers. Meer in het bijzonder door middel van het combineren van verschillende (herbruikbare) delen een gedrukte tekst of afbeelding in oplage produceren.

## Inleiding
Voor de invoering van de boekdrukkunst werden boeken en andere geschriften met de hand overgeschreven als men meerdere exemplaren wilde maken. Boeken waren toen dus letterlijk handschriften. Een typische oplage van een handschrift was vaak maar enkele honderden exemplaren of zelfs maar enkele tientallen. Zo zijn dan ook veel boeken uit de oudheid en middeleeuwen voor altijd verloren gegaan toen het laatste exemplaar ervan verdween. Met de introductie van de mechanische drukkunst werd een oplage al snel enkele duizenden exemplaren en was het gevaar van definitief verloren gaan van een bepaald werk een heel stuk kleiner geworden. Hiermee werd de verspreiding van kennis en nieuwe inzichten geweldig versneld. Het belang van de boekdrukkunst voor de massale verspreiding en het behoud van kennis is dan ook zeer groot.

## Geschiedenis
Het is onmogelijk te bepalen wanneer of door wie de boekdrukkunst is uitgevonden. De uitvinding wordt toegeschreven aan een aantal personen. Daarvan is de Chinees Bì Shēng, die al in de elfde eeuw Chinese karakters zou hebben gedrukt, de enige die historisch gezien voor de eer in aanmerking kan komen.
In de oudheid was het principe van drukken van afbeeldingen al bekend, zoals de vondsten van rolcilinders in Mesopotamië bewijzen. Deze waren gegraveerd met afbeeldingen en spijkerschrift in spiegelschrift. Ook zijn stenen tabletten gevonden met afbeeldingen die met behulp van de cilinders zijn gedrukt. Hooggeplaatste personen gebruikten zegelringen om hun persoonlijke zegel op belangrijke berichten te drukken, overeenkomend met de huidige handtekening.

Boekdrukkunst 15e eeuw

Vanaf het jaar 1000 zijn in Europa al boeken gedrukt met blokdruk. Hiervoor werd iedere pagina van een boek uitgesneden in een houtblok. Dit was een zeer arbeidsintensief proces, want iedere bladzijde van een geschrift vereiste een eigen uitgesneden houtblok. Na het drukken kon men de houten drukvormen, die ook nog snel afsleten tijdens het drukken, niet gebruiken voor een ander drukwerk. De productie van omvangrijke geschriften was hierdoor nog steeds een tijdrovende bezigheid. Iets later werd wel de massaproductie van bidprenten, heiligenafbeeldingen en vlugschriften door middel van blokdruk populair, omdat hiervoor maar een paar blokken nodig waren.

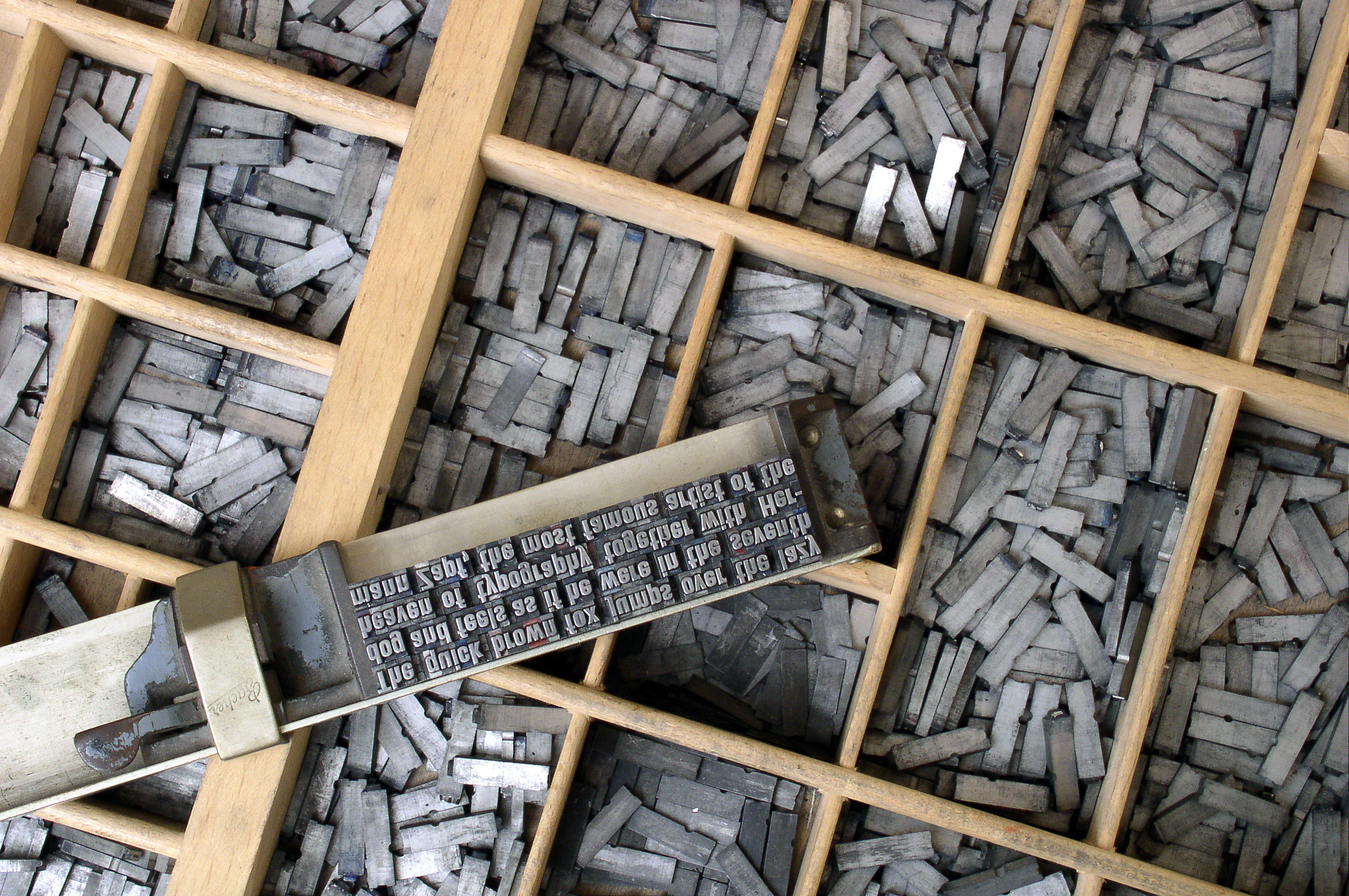
Een letterkast met zethaak

De grote verbetering voor het drukken van teksten kwam toen men op het idee kwam om losse letters samen te voegen tot een drukvorm voor een complete pagina. De techniek hiervoor is in de jaren 1040 uitgevonden in China door Bi Sheng, die experimenteerde met houten letters maar uiteindelijk opteerde voor porselein. Het gebruik van houten letters kwam in de 12e eeuw alsnog tot ontwikkeling bij de Tangut. Een Tibetaans-Boeddhistische tekst uit die periode, teruggevonden in 1991, wordt beschouwd als het oudste nog bestaande drukwerk gemaakt met losse letters. In 1234 werd 's werelds eerste drukpers op basis van metalen verplaatsbare letters in Goryeo uitgevonden. Het oudst bewaarde exemplaar van deze techniek is de Jikji, gedrukt in 1377.
In Europa werd de uitvinding van het drukken met losse letters gedaan in 1439 door Johannes Gutenberg, die loden letters goot met behulp van matrijzen. Het procedé liet ook toe om eenvoudig een losse afbeelding – uitgesneden in hout of metaal – te plaatsen tussen de letters in de drukvorm. Na het drukken van de geplande oplage kon men de losse letters hergebruiken voor een ander te drukken boek. Dit was goedkoper dan blokdruk. De letters werden verdeeld in kapitalen (bovenkast) die in het bovenste deel van de zetkast lagen, en kleine letters (onderkast) die in het onderste deel van de kast werden bewaard. Kasten werden opgeslagen in een zetbok. Door zijn talrijke innovaties in het drukproces maakte Gutenberg echte massaproductie mogelijk, wat grote maatschappelijke implicaties had. Men spreekt daarom over de Printing Revolution. De uitvinding van het drukken met losse letters wordt ook toegeschreven aan de Nederlander Laurens Janszoon Coster, doch dit berust vermoedelijk op een nationalistisch getinte legendevorming. Tot aan de industriële revolutie bleef het drukproces in wezen onveranderd in deze vorm bestaan.
Heel weinig is bekend, hoe tot ver in de 19e eeuw boeken werden gedrukt. Om een boek te drukken moesten alle pagina's met de hand worden gezet. Om een vel van 16 pagina's te drukken moesten twee drukvormen worden samengesteld. Een pagina alleen betekent 4 à 5 kilo loodzetsel. Uit een letterlade - 20-25 kilo - kon men hoogstens vier tot zes pagina's zetten. Dan was er een vel, dat men aan het zetten was, een volgend vel was eerste correctie. Dat werd door de zetter gedaan: lezen en de eerste zetfouten verbeteren. Als dat gebeurd was, werd hier een proef van gemaakt, die aan de auteur werd gestuurd. Die had de vrijheid in zijn tekst nog verbeteringen aan te brengen. En veel auteurs deden dat ook. Die auteurs-correcties moesten daarna in het zetsel worden aangebracht. Dat leverde nog een vel van 16 pagina's zetsel. Ook daarvan werden proeven getrokken, om zetfouten eruit te halen. Als dan de proeven goedgekeurd waren, kon het vel in schoondruk en weerdruk op de pers voor de oplage. Als dat klaar was, werd het zetsel weer afgebroken, gedistribueerd.
Dat alles is snel 5 tot 6 vel zetsel: een vel in eerste zetsel, een vel in eerste proef, een vel in tweede proef, een vel om de oplage te drukken, een vel voor distributie. Al snel meer dan 20 letterladen letters, 500 tot 600 kilo broodletter. Meestal in corps 9 punt. Veel meer letters had een kleine drukkerij ook niet. Dan was er een lade met cursieve letters, en een kleine voorraad klein-kapitaal. Dat werd veel minder gebruikt in de tekst, hoogstens om accenten in de tekst aan te brengen. Verder nog wat letters in grotere corpsen, voor bijvoorbeeld titelpagina's. Letters waren een dure investering.
Staand zetsel langere tijd bewaren, dat werd pas mogelijk na de invoering van zetselgietmachines eind 19e eeuw. Daarvóór zijn er ook een aantal machines ontwikkeld waarmee met koud loodletterzetsel kon worden geproduceerd.
De heetlood-regelzetmachine deed haar intrede rond 1890 vanuit Amerika (Intertype) en Lanston Monotype en Europa (Linotype) en Typograph. Deze regelzetmachines konden complete regels gieten die dan min of meer automatisch in drukplaten samengevoegd werden. Dat was in die tijd een enorme versnelling van het drukproces, mede doordat het gebruikte zetwerk niet weer hoefde te worden teruggelegd (gedistribueerd) in de letterkasten, maar na gebruik weer omgesmolten werd voor hergebruik. Voor krantenkoppen gebruikte men de Ludlow. Vanaf begin jaren 70 van de 20e eeuw maakte de boekdrukkunst steeds meer plaats voor vlakdruk (offset- en rotatiedruk), omdat lood het af moest leggen tegen de opmars van fotozetmachines en desktoppublishing (dtp).
Boek-hoogdruk wordt nog slechts zelden toegepast. Het is nu een liefhebberij van hobbyisten, toegepast voor gelegenheids-, grafiek- of bibliofiele producties. Sinds de jaren 1990 wordt mechanisch drukken meer en meer vervangen door digitaal boekdrukken.

### Uitvinders in Europa en China

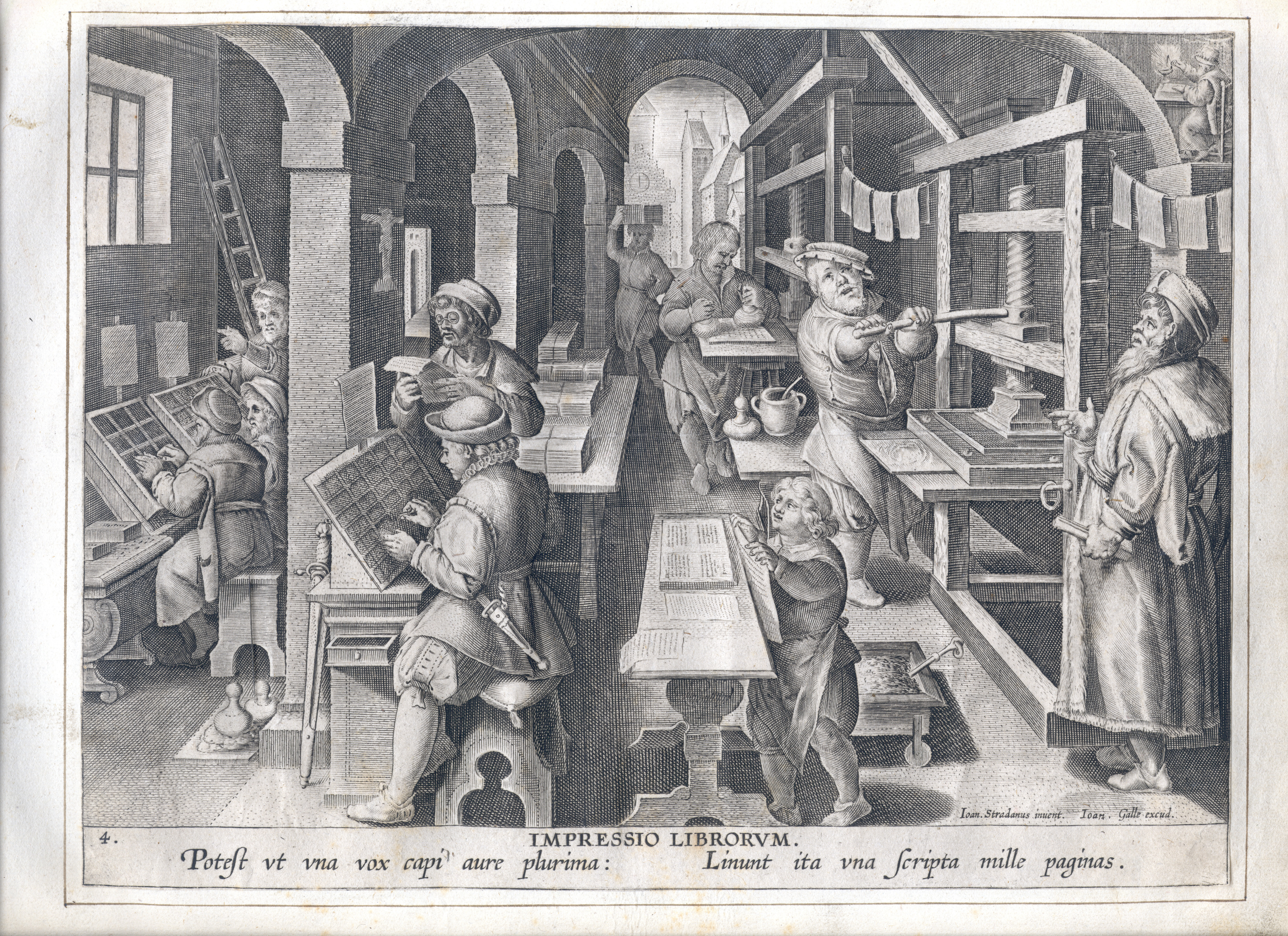
De uitvinding van de boekdrukkunst, anoniem, naar ontwerp van Stradanus, collectie Museum Plantin-Moretus

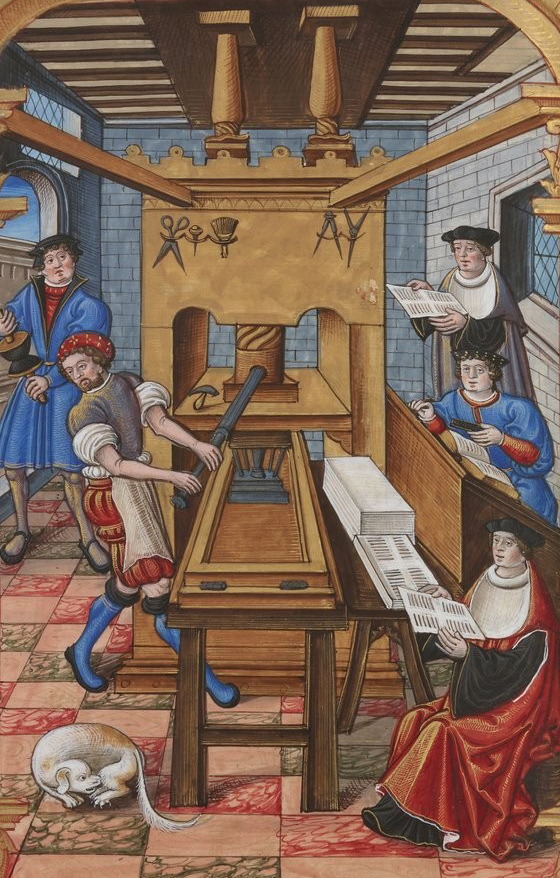
Boekdrukkunst in de 16e eeuw

In de westerse wereld wordt de Mainzer Johannes Gutenberg algemeen gezien als de uitvinder van het drukken met behulp van losse letters en een drukpers. Hij is waarschijnlijker dan de Hollander Laurens Janszoon Coster. Het staat wel vast dat in die tijd, rond 1450, de bevolking in Oost-Azië al bekend was met zowel blokdruk als losse letterdruk (gebakken leem). De eerste vier boeken van Confucius werden lang voor Gutenberg in China gedrukt. Boeken werden uit China naar Rusland, het Midden-Oosten en Europa meegenomen door handelaren via de zijderoutes. In Duitsland, Spanje en Italië zijn boeken gevonden die 500 jaar ouder zijn dan die van Gutenberg, enige bevinden zich in Engeland, in het museum van The Royal Asiatic Society. Het British Museum bezit 50 Chinese houten drukblokken uit een periode van vóór de 14e eeuw. Daarmee is het in theorie mogelijk dat door de Europese 'uitvinders' de techniek uit het Oosten is overgenomen. In het Westen was het drukken met losse letters onmiddellijk een enorm succes en verspreidde het zich razendsnel over het continent, dit in tegenstelling tot het Oosten. Een van de belangrijkste oorzaken van dit succes was dat het westerse alfabet maar een beperkte hoeveelheid lettertekens heeft. Het Chinese schrift heeft een enorm aantal karakters (voor bijna ieder woord een apart teken) en zodoende was het samenstellen van een tekst nog steeds een zeer arbeidsintensief proces. Economisch gezien had in China de mechanisatie van de boekproductie dus aanvankelijk weinig zin. Ook had de staat een monopolie op de druktechniek, zodat iemand die iets wilde drukken hiervoor toestemming van de overheid moest verkrijgen. In Europa was door de lappendeken aan koninkrijken, vorstendommen en heerlijkheden geen monopolie te handhaven. Bij moeilijkheden verhuisden drukkers naar een vrijer, ander land in de buurt. In Engeland werd de boekdrukkunst geïntroduceerd door William Caxton.
De vroegste drukwerken van vóór 1501 worden incunabelen of wiegendrukken genoemd; drukwerken van 1501 tot 1520 (soms tot 1540 of 1550, afhankelijk van de bron) postincunabel. In de eerste jaren dat de boekdrukkunst in de Noordelijke Nederlanden gangbaar werd kwam vijftig procent van alle boeken daar uit Deventer, van de drukkers Richard Pafraet (v.a. 1477) en Jacob van Breda (v.a. 1483).

### Lage Landen
In de Lage Landen vond de grootste bloei van de boekdrukkunst plaats in de 16e en 17e eeuw. In die tijd werden de producten van drukkers, zoals de in Antwerpen en Leiden werkende Christoffel Plantijn, algemeen als superieur beschouwd. In de 18e eeuw werd het eigene van de Nederlandse boekdrukkunst bewaard, maar de industrie ging mee in de algemene neergang van die tijd. In de 19e eeuw was er in Nederland niet langer sprake van een toonaangevende boekdrukkunst, en de eigen kenmerken gingen verloren tot er aan het eind van de eeuw een bewuste poging gedaan werd om ze te herscheppen. In deze vernieuwing waren de bijdragen van drukkerij Enschedé en lettergieterij Tetterode van groot belang. Maar naast deze vernieuwing had ook de mechanisatie in die tijd een grote invloed op de boekdrukkunst.

### Galerij

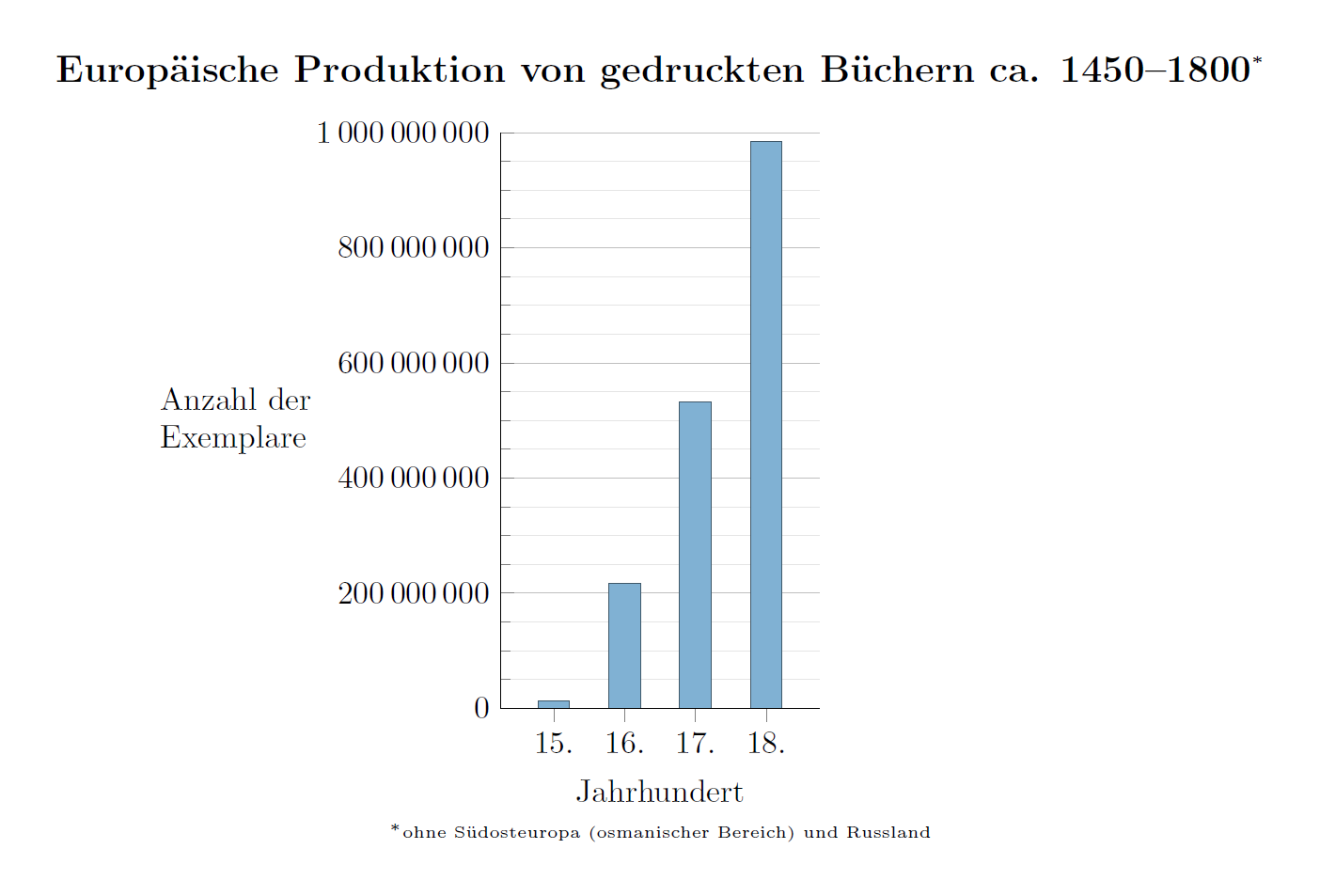
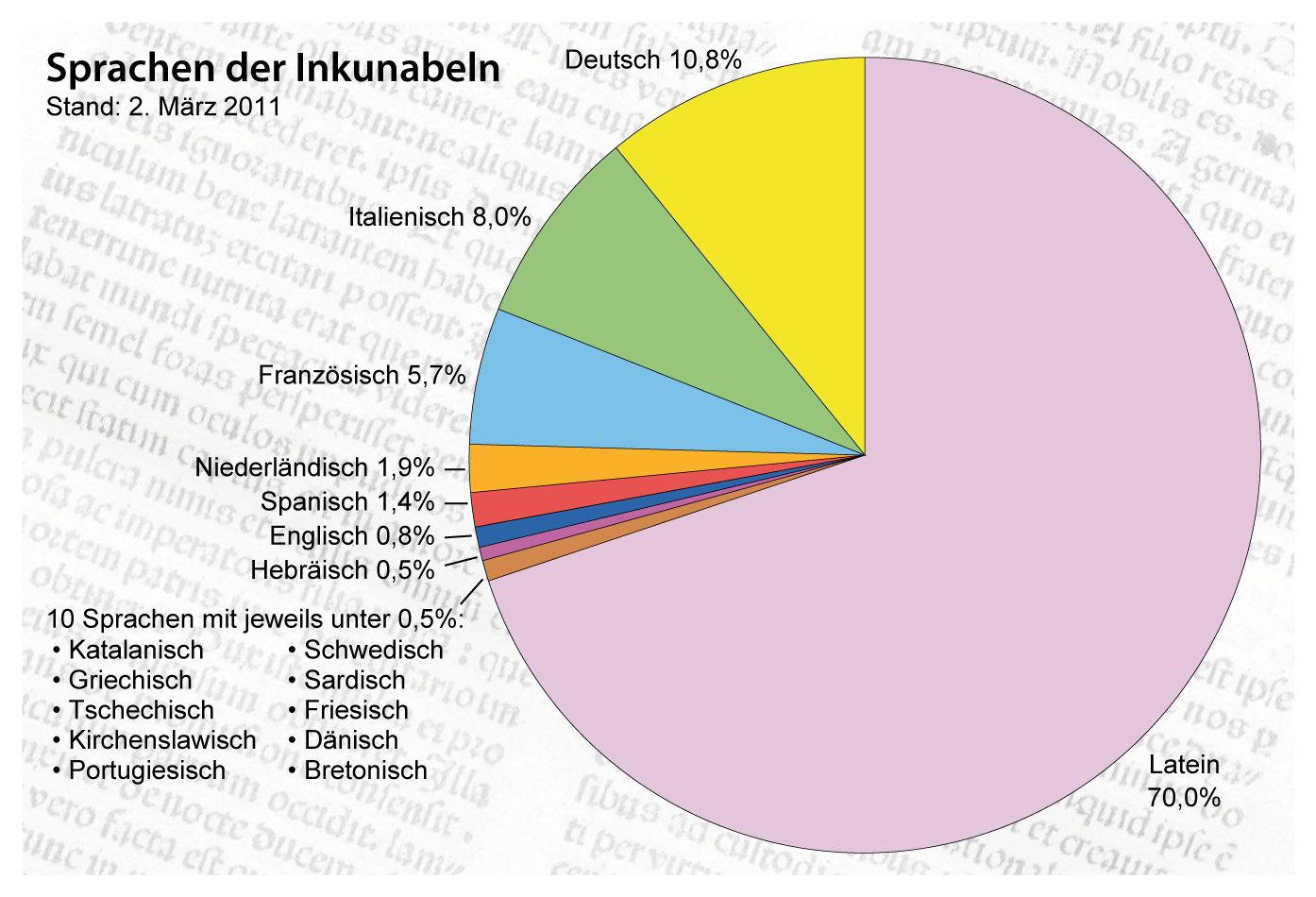
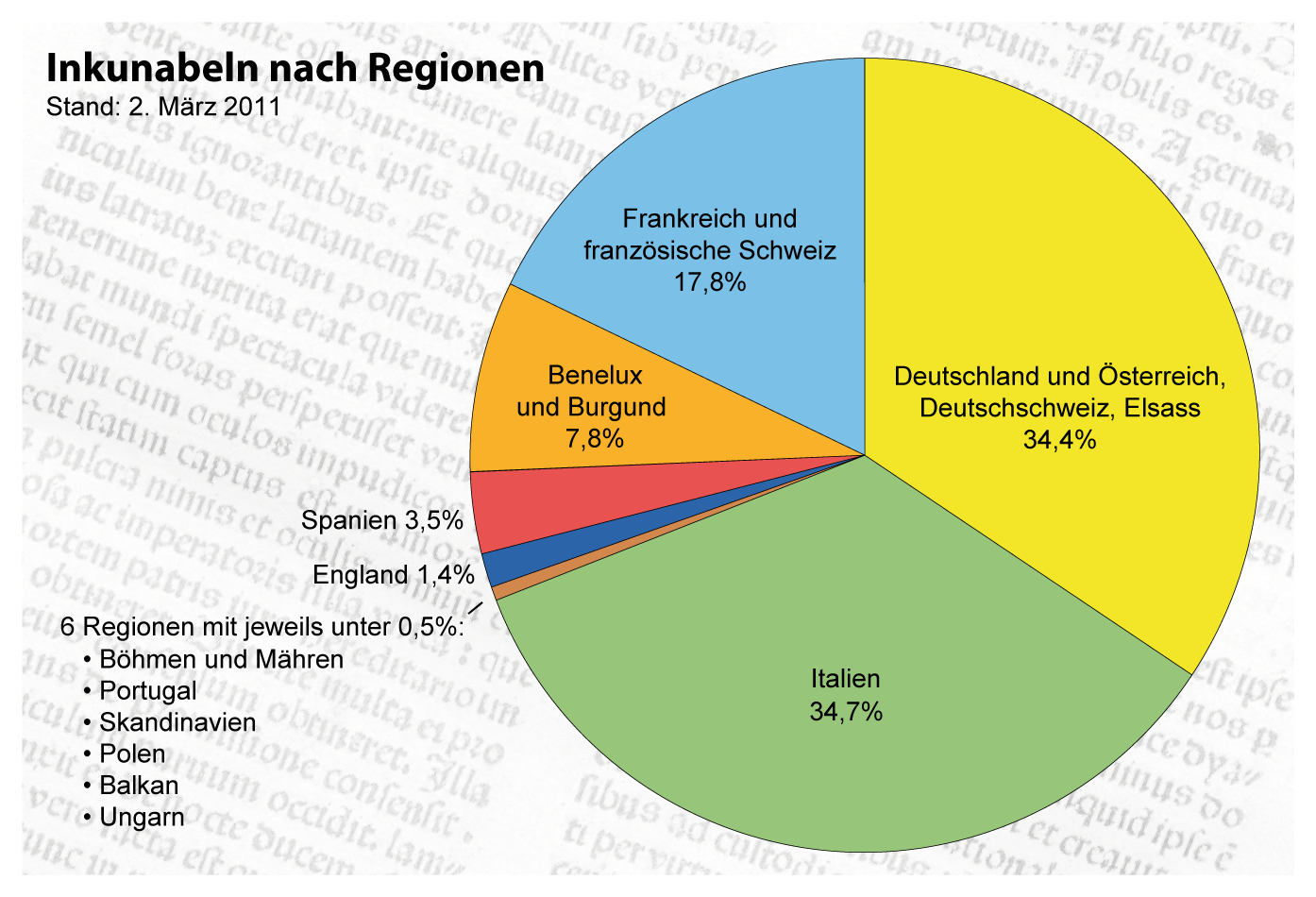

## Digitaal boekdrukken
Vanaf de eeuwwisseling 1999-2000 hebben digitale druksystemen een dusdanige kwaliteit, productiviteit en kostprijs bereikt, dat het mogelijk is geworden om concurrerend digitaal boeken te drukken in oplagen vanaf één tot ongeveer 500. Hiervoor worden voor het binnenwerk hoogproductieve laserprinters ingezet. De omslag wordt gemaakt met een digitale kleurenprinter.
Digitaal boekdrukken kan voor uitgevers en auteurs grote voordelen hebben:
- Bij kleine oplagen zijn de productiekosten lager.
- Het is mogelijk om eenvoudig een voorloopserie te produceren om zo het boek in de markt te testen.
- Voorraadkosten en afschrijving van winkeldochters kan voorkomen worden door meerdere malen een kleine oplage te drukken in plaats van één keer een grote.
- Het is mogelijk om boeken permanent in de verkoop te houden, zelfs als de vraag heel klein is. Een winkel als Amazon is hier al heel ver mee.
- Iedereen kan nu zijn boeken professioneel laten produceren, zonder dat men daarvoor via een uitgever moet werken. Hiervoor zijn op internet zelfs speciale websites beschikbaar.

Digitaal drukken kan ook nadelen hebben. De kleurechtheid van veel printerinkten laat vaak veel te wensen over. En na enige tijd kan het geprinte/gedrukte blad verbleken, zeker als het blad vol aan het daglicht is tentoongesteld.

## Letterpress
Drukken met loden letters was in het verre verleden vooral handwerk. Medio 19e eeuw tijdens de industriële revolutie, werden diverse machines ontworpen om dit handwerk te minimaliseren. Zo kwamen zetmachines als de Ludlow (gietmachine), de Intertype, de Linotype en de Monotype-zetmachine op de markt. Er werd gedrukt, maar het was zaak om zo min mogelijk met "moet" te drukken. Dat is de nederlandsche term, die drukkers gebruikten voor het relief, dat in papier ontstaat bij het drukken met loodletter en clicheés.
Begin 21e eeuw vond er een opmars plaats van de zogeheten letterpresstechniek. Letterpress is de Amerikaanse term voor boekdruk en wordt gebruikt voor de kenmerkende techniek waarbij er een moet (indruk) of preeg in het drukwerk gemaakt wordt. De vraag naar de oude drukpersen steeg daardoor weer. Waar eeuwenlang de drukvorm het papier moest 'kussen' – de druk werd dusdanig afgesteld dat er geen indruk zichtbaar was in het papier – wordt met deze techniek de kracht van de oude machines nu gebruikt om juist een diepe indruk te maken in het papier.
Letterpressdrukwerk wordt onder andere gebruikt voor geboortekaartjes, trouwkaarten en luxe visitekaartjes.